# Pasrujambe (plaats)
Pasrujambe is een bestuurslaag in het regentschap Lumajang van de provincie Oost-Java, Indonesië. Pasrujambe telt 10.265 inwoners (volkstelling 2010).